# Irski Putnici
Putnici (Irski Putnici ili irski čergari; engl. Travellers, Irish Travellers, irski Lucht Siúil; sami se nazivaju Minkiers, Pavees), naziv jednoj etničkoj skupini nastanjenoj poglavito u Irskoj (25.000; 2008.) i Ujedinjenom Kraljevstvu, te iseljenih u Australiji (6.400 ) i SAD-u (400). Njihovo podrijetlo je keltskih ili predkeltskih korijena, a govore jezikom shelta nazivanom i gammon, cant, irish traveler cant, sheldru. Njihovu kulturu simbolizira stalni nomadizam, a žive kao putujući glazbenici i limari. Većina ih je zbog načina života nepismena, ali imaju razvijenu usmenu kulturnu predaju, a njihov način života (nomadizam) po irskim zakonima smatra se prekršajem.
Tradicijski su prihvatili vrlo poseban stav prema Katoličkoj Crkvi, usredotočavajući se na likove poput "liječećih svećenika".  Još šire se nastavlja tradicija vizija, često izvan sankcija Crkve.